# Macintosh Color Classic
Le Macintosh Color Classic fut le premier Macintosh tout-en-un à écran couleur. Vendu à moins de 1 400 $, il a permis l’accès de la couleur au grand public. Il avait aussi un nouveau boîtier restylé. À part ceci, il était identique au Classic II et embarquait un processeur Motorola 68030 à 16 MHz.

## Caractéristiques
Le Color Classic est équipé d'un processeur Motorola 68030 cadencé à 16 MHz et d'une carte logique similaire à celle du Macintosh LC II.
Comme les Macintosh SE et SE/30 avant lui, le Color Classic possède un seul emplacement d'extension : un type LC Processor Direct Slot PDS), incompatible avec les emplacements SE. Il était principalement destiné à la carte Apple IIe (raison principale de l'écran commutable 560 × 384 du Color Classic, qui quadruple essentiellement les graphiques haute résolution 280 × 192 du IIe), qui était proposée avec les modèles éducatifs des LC. La carte permettait aux LC d'émuler un Apple IIe. La combinaison de la compatibilité entre les Macintosh couleur à bas prix et les Apple IIe devait encourager le marché de l'éducation à passer des modèles Apple II aux Macintosh. D'autres cartes, telles que des accélérateurs de CPU, des cartes Ethernet et vidéo ont également été mises à disposition pour le slot PDS du Color Classic.
Le Color Classic est livré avec un clavier Apple appelé Apple Keyboard II (M0487) qui comporte un interrupteur d'alimentation douce sur le clavier lui-même. La souris fournie était la souris Apple connue sous le nom de Apple Desktop Bus Mouse II (M2706).
Un modèle légèrement mis à jour, le Color Classic II, doté de la carte logique Macintosh LC 550 avec un processeur de 33 MHz, a été lancé au Japon, au Canada et sur certains marchés internationaux en 1993, parfois sous le nom de Performa 275. Les deux versions du Color Classic ont 256 KB de VRAM embarquée, extensible à 512 KB en branchant une VRAM SIMM de 256 KB dans le slot VRAM 68 broches embarqué.
Le nom "Color Classic" n'a pas été imprimé directement sur le panneau avant, mais sur un insert en plastique séparé. Cela a permis d'utiliser l'orthographe alternative "Colour Classic" et "Colour Classic II" sur les marchés appropriés. 